# Veternik
Veternik (in serbo Ветерник?, in ungherese Hadikliget) è una località serba di 16 895 abitanti, comunità locale di Novi Sad, capitale della provincia autonoma della Voivodina.

## Geografia fisica
È situato ad ovest di Novi Sad, ad est di Futog e poco lontano dalla sponda sinistra del Danubio.

## Etimologia
Il nome deriva dall'area montuosa detta Veternik (ovvero ventoso), dove le truppe serbe del fronte macedone condussero un assalto durante la prima guerra mondiale.

## Storia
Nel 1848 esisteva già un insediamento di nome Neu Ilof, popolato da lavoratori di una tenuta vicina. Veternik nacque invece nel 1918 per accogliere i veterani della prima guerra mondiale. Nella seconda guerra mondiale gli abitanti vennero scacciati da ungheresi provenienti dalla Bukovina, per poi riprendere possesso delle case al termine del conflitto. Oggi il centro è divenuto un sobborgo di Novi Sad.

## Società

### Evoluzione demografica
Veternik è cresciuta assai rapidamente nella seconda metà del XX secolo, dai 789 abitanti del 1948 ai 18626 del 2002.